# موکرینی (اش)
موکرینی (به چکی: Mokřiny) یک منطقهٔ مسکونی در جمهوری چک است که در Aš واقع شده‌است. موکرینی ۵۳۰ نفر جمعیت دارد.